# Stefan Wolf
Stefan Wolf (ur. 31 stycznia 1971 w Altbüron) – szwajcarski piłkarz występujący na pozycji obrońcy.

## Kariera klubowa
Wolf karierę rozpoczynał w 1990 roku w pierwszoligowym klubie FC Luzern. W 1992 roku zdobył z nim Puchar Szwajcarii. W 1997 roku ponownie dotarł z nim do finału tego Pucharu, jednak tym razem Luzern uległ tam ekipie FC Sion. W tym samym roku Wolf przeszedł właśnie do FC Sion. Jego barwy reprezentował przez rok.
W 1998 roku Wolf odszedł do innego pierwszoligowego zespołu, Servette FC. W 1999 roku zdobył z nim mistrzostwo Szwajcarii, a w 2001 roku Puchar Szwajcarii. W 2002 roku odszedł do FC Sankt Gallen, również grającego w ekstraklasie. W 2005 roku zakończył tam karierę.

## Kariera reprezentacyjna
W reprezentacji Szwajcarii Wolf zadebiutował 15 listopada 1995 roku w przegranym 1:3 towarzyskim meczu z Anglią. W latach 1995–1999 w drużynie narodowej rozegrał 14 spotkań.